# 朴木月
朴 木月（パク・モグォル、パク・モクウォル、1915年1月6日 - 1978年3月24日）は、韓国の詩人。慶尚北道慶州出身。

## 略歴
1916年、日本統治下の慶尚北道慶州で生まれる。 本名は朴泳鐘（パク・ヨンジョン）である。1947年、韓国の文筆家協会の発足とともに常任委員として文学活動を始める。文總の常任委員・青年文学家協会の中央委員・韓国文人協会の事務局長として活躍した。1960年には韓国詩人協会の会長を務める。また、1935年ごろに内地に渡り、日本で映画人たちと交流した後、1946年頃から教職に従事し、大邱啓聖中学校、梨花女子高校教師を経てソウル大学校音楽大学・延世大学校・弘益大学校・漢陽大学校で教鞭をとった。
1930年代の末から始まる彼の初期の作品は、土俗的な叙情に民謡的なリズムの短い抒情詩が主である。詩人と自然との交感から得られる特別でありながら普遍的な郷愁の美が感じられるものである。こうした傾向は『青鹿集』などによく現れるのである。朝鮮戦争を経験しながら、そのような詩的な傾向も変化し始めた。1959年の『蘭・其他』と1964年の 『晴曇』においては、現実に対する関心が詩の中に現れている。人間の運命であるとか、物事の本性に関する深い洞察を見せており、主に詩のテーマを家族や周辺の生活から選び、素朴で淡々とした生活思想を詠っている。1967年、長詩集『お母さん』は母親への賛美を詠ったもので、詩人のキリスト教的な背景を理解することができる作品である。
1968年の『慶尚道の枯れ葉』では、現実認識がより深くなり、そのテーマは生活周辺から歴史的・社会的な現実へと拡大された。
1973年の『砂礫質』では、物事の本質が解明されながらも冷徹な洞察により、その本質に内在している根源的な限界と悲劇を描いている。
エッセイに『雲の叙情』(1956)、『土曜日の夜空』(1958)、 『幸福な顔』(1964)などがあり、『紫の素描』 (1959)は自作詩の解説として、彼自身の詩の世界の理解を深める書として評価されている。

## 受賞歴
- 1955年、アジア自由文学賞
- 1968年、大韓民国文芸賞
- 1969年、ソウル市文化賞
- 1972年、国民勲章牡丹章

## 主な作品
- 詩
  - 1946年、청록집 (青鹿集)(共著)
  - 1959年、난・기타（蘭・其他）
  - 1964年、청담（晴曇）
  - 1967年、어머니（お母さん）
  - 1968年、경상도의 가랑잎（慶尙道の枯れ葉）
  - 1973年、사력질（砂礫質）
- エッセイ集
  - 1956年、구름의 서정 (雲の叙情）
  - 1958年、행복의 얼굴（幸福な顔）
  - 1959年、보라빛 소묘（紫の素描）